# Cultura de la paz

Paloma portando en el pico una rama de olivo, uno de los símbolos de la paz

La cultura de la paz consiste en promover una serie de valores, actitudes y comportamientos, que rechazan la violencia y previenen los conflictos. Tratan de solucionar los problemas mediante el diálogo y la negociación de la obligación entre las personas y las naciones, teniendo en cuenta un punto muy importante que son los derechos, respetándolos e incluyéndolos en esos tratados. Esta fue definida por resolución de la ONU, siendo aprobada por la Organización de las Naciones Unidas el 6 de octubre de 1999 en el Quincuagésimo tercer periodo de sesiones.

## Resolución 53/243
En este documento titulado Declaración y Programa de Acción sobre una Cultura de Paz, la Asamblea General hace alusión y pone énfasis en la Carta de las Naciones Unidas, en la constitución de la Organización de las Naciones Unidas para la Educación, la Ciencia y la Cultura, y en la Declaración Universal de los Derechos Humanos, y reconociendo que la paz no es solo la ausencia de conflictos, si no también un proceso destinado a la solución de estos.
Está conformada por 9 Artículos e incluye un Programa de Acción con Objetivos, estrategias y agentes principales y una Consolidación de las medidas a adoptar todos los agentes de la paz, pertinentes en los planos Nacional, Regional e Internacional, en el cual se habla de medidas para promover una Cultura de la Paz por medio, principalmente, de la educación.
En dicho documento se hace un llamado a todos los (individuos, grupos, asociaciones, comunidades educativas, empresas e instituciones) a llevar a su actividad cotidiana un compromiso consistente basado en el respeto por todas las vidas, la solidaridad, la generosidad, el entendimiento, la preservación ambiental y el rechazo a la violencia.

## Manifiesto 2000 para una cultura de paz y sin violencia
Tomando el año 2000 como un nuevo comienzo, se intenta concienciar al mundo sobre la necesidad de tener una cultura de No Violencia y con esto se exige la participación de todos en este cambio evolutivo, en el cual se incluyen una serie de principios que nos ayudarán a forjar un mundo más justo, más solidario, más libre, digno y armonioso, y con mejor prosperidad para todos. Nuestro país debe ser uno libre de la guerra, conflictos, corrupción, y cosas negativas que afecten a las personas y al futuro que viene, no malogremos el futuro ya que podría ser más productivo que esta fecha actual o podría ser todo lo contrario dependiendo del cuidado que tengamos los de la actualidad.
El Manifiesto se encontraba en Internety podía ser firmado sin necesidad de contar con cuenta de correo electrónico.

### Rechazar la violencia
Practicar la No violencia activa y rechazar la violencia física, sexual, psicológica, económica y social en todos sus aspectos, en particular hacia los más débiles, como son los niños y adolescentes. "La cultura de paz es un enfoque integral para prevenir la violencia y los conflictos violentos, y una alternativa a la cultura de la guerra y la violencia basada en la educación para la paz, la promoción del desarrollo económico y social sostenible, el respeto de los derechos humanos, la igualdad entre mujeres y hombres, la participación democrática, la tolerancia, la libre circulación de información y el desarme”, así la define la Resolución Cultura de Paz, aprobada por la Asamblea General de la Organización de las Naciones Unidas en 1998. En otras palabras, es un enfoque que requiere de acciones que contribuyan, por un lado, a la eliminación de los conflictos violentos y, por otro lado, que prepare a las personas y a las sociedades a vivir en el marco del respeto mutuo, generando condiciones para el bienestar y convivencia de todas las personas.

### Manifestar la generosidad mediante actos
Compartir el mayor de tu tiempo y los recursos materiales y psicológicos con las personas que más lo requieran y darles el privilegio de tener una oportunidad.

### Contribuir al desarrollo de mi comunidad
Propiciando la plena participación de las mujeres y el respeto de los principios democráticos, con el fin de crear juntos nuevas formas de solidaridad en nuestra comunidad.

### Preservar el planeta
Promover un consumo responsable y tener en cuenta la importancia de la vida y el equilibrio de los recursos naturales del planeta en el que vivimos.

## Movimiento por una cultura de la paz
Para octubre de 2006, el Movimiento por una cultura de la paz incluía aproximadamente 700 organizaciones, que participaron en un informe sobre los avances en dicha cultura en el año 2005. Dicho informe fue inscrito en la Resolución A/60/3 adoptada por la Asamblea general de la ONU en 2005, fue reconocido específicamente por Bangladés, la Unión Europea, Catar, las Islas Fiyi y Tailandia.

## Resistencia no violenta
La resistencia no violenta es una táctica de protesta relacionada con la desobediencia civil que propugna el logro de un cambio político, social y cultural sin necesidad del empleo de la violencia como arma política.
En la práctica utiliza protestas simbólicas y actos de no-cooperación en las áreas políticas y económicas.
En general, el concepto de la no violencia busca comportamientos que no son habituales en las maneras y costumbres de la población. Consiste en provocar la atención mediante la sorpresa. Es una forma de afirmar la disconformidad con una práctica que se considera injusta y emplea actos de omisión (donde se rechaza realizar acciones socialmente aceptadas o de obligado cumplimiento por ley o normativa); actos de comisión (cuando, por el contrario, se realizan acciones contrarias a la costumbre o prohibidas); o una combinación de ambos.

## Fórum Universal de las Culturas 2004
La Unesco aprueba en su Conferencia General en noviembre de 1997 los tres temas principales a los cuales se enfocaría el Fórum Barcelona 2004 y los cuales son:
1. La diversidad cultural.
2. El desarrollo sostenible.
3. Las condiciones paz.

Forjar una cultura de paz es hacer que los niños y los adultos comprendan y respeten la libertad, la justicia, la democracia, los derechos humanos, la tolerancia, la igualdad y la solidaridad. Ello implica un rechazo colectivo de la violencia. E implica también disponer de los medios y la voluntad de participar en el desarrollo de la sociedad. El concepto de cultura de paz se ha ido configurando al amparo de un vasto movimiento sociopolítico que aglutina a interlocutores del sistema de las Naciones Unidas y otras muchas instancias. Las amenazas que pesan sobre la paz revisten muchas formas distintas, desde la falta de respeto por los derechos humanos, la justicia y la democracia hasta la pobreza o la ignorancia. La cultura de paz es una respuesta a todas esas amenazas, una búsqueda de soluciones que no pueden imponerse desde el exterior sino que han de provenir de la propia sociedad.
El Ayuntamiento de Barcelona, la Generalidad de Cataluña y la Administración General del Estado aprobaron el 24 de noviembre de 1999 una Agenda de principios y valores que regirían el Fórum. Esta se basa en la Declaración Universal de Derechos Humanos y en los principios de las Naciones Unidas.
Quiere decir que debemos colaborar a una cultura de paz.

## Citas de una cultura de paz e información adicional
«Puesto que las guerras nacen en la mente de los hombres, es en la mente de los hombres donde deben erigirse los baluartes de la paz.»
Constitución de la UNESCO